# Torre Ros (Martorell)
La Torre Ros o Torre Betlla és una obra modernista de Martorell (Baix Llobregat) protegida com a Bé Cultural d'Interès Local.

## Descripció
La Torre Ros, també anomenada Torre Betlla, està situada dins del terme municipal de Martorell, al barri de Rosanes. Es tracta d'una casa de planta rectangular formada per dos cossos rectangulars escalonats amb coberta composta de teula àrab.
El cos principal, situat a l'extrem sud, consta de coberta composta de teula àrab i en alçada està compost de planta baixa i primer pis. A l'extrem sud-est hi ha una torratxa de tres pisos i coberta de pavelló de teula àrab. A la planta baixa de la façana principal, orientada a l'est, s'observa la porta principal, a la qual s'accedeix a través d'una escala, a banda i banda d'aquesta porta hi ha dues finestres rectangulars. Al primer pis s'obren, a banda i banda, dues finestres rectangulars i un finestra de forma ovalada al centre. Al costat esquerre, al tercer pis de la torratxa s'obren dues finestres d'arc de mig punt separades per una columna i ampit corregut.
Al costat est del cos principal hi ha adossat un altre cos rectangular de dimensions menors. Consta de coberta de dos aiguavessos de teula àrab i en alçada està compost de planta baixa i primer pis. La façana principal s'orienta també a l'est i s'observa una porta rectangular i una finestra al costat dret. Al primer pis trobem un balcó corregut amb barana de ferro i dues finestres rectangulars.
El perímetre de la propietat està tancat per un mur i pilars de pedra amb reixes de ferro forjat. Al costat oest i sud del cos principal hi ha una zona enjardinada.

## Història
La Torre Ros fou la casa de l'arquitecte martorellenc Josep Ros (1885-1951) i va ser projectada l'any 1920.